# Traité d'Indian Springs (1825)
Pour les articles homonymes, voir Traité d'Indian Springs.

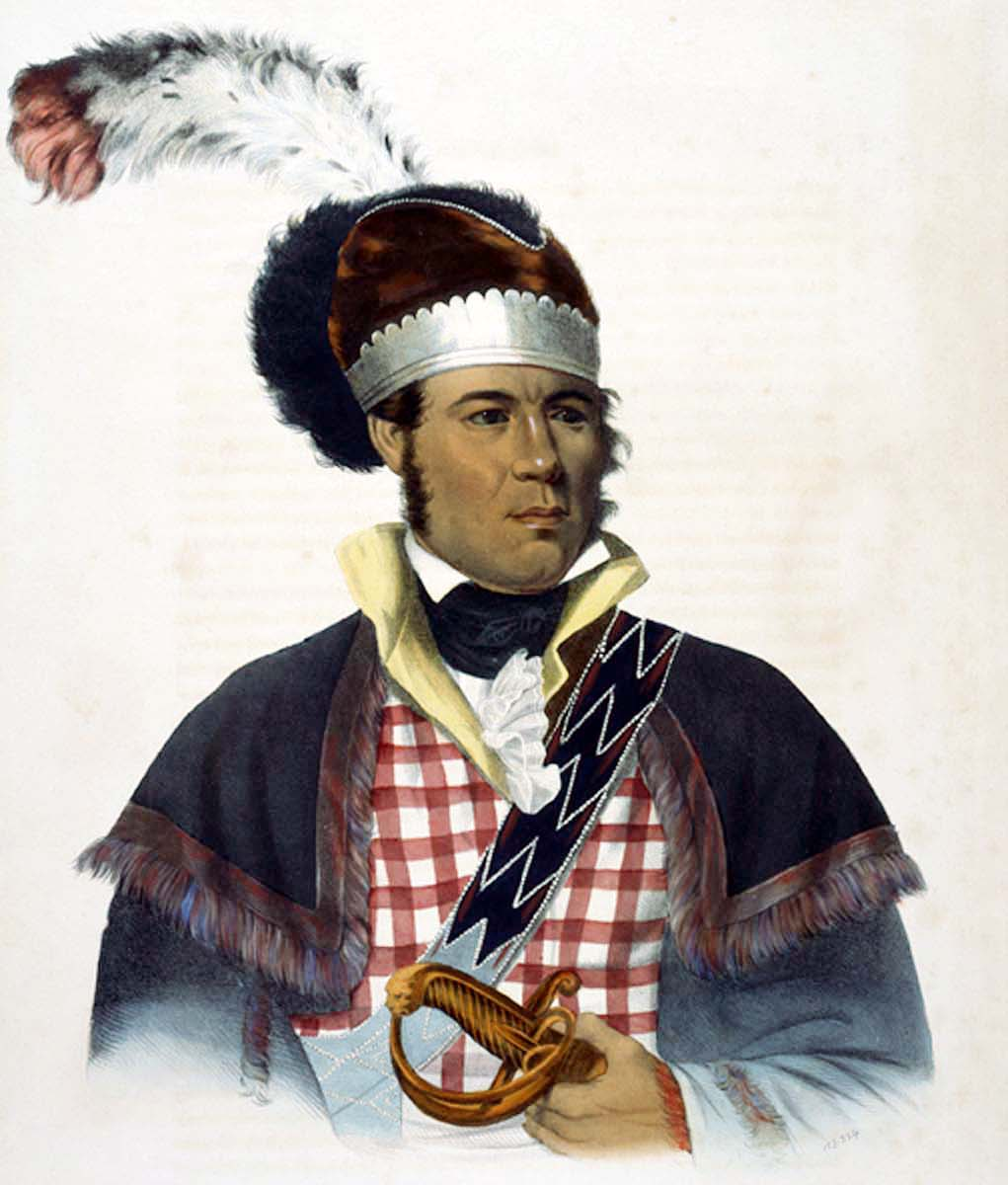
William McIntosh, l'un des signataires du traité.

Le traité d'Indian Springs de 1825 est un traité signé le 12 février 1825 entre le gouvernement des États-Unis et une minorité de Creeks menés par William McIntosh. Selon ses termes, l'ensemble des Creeks devaient abandonner leurs terres en Géorgie ainsi que près de 3 millions d'acres en Alabama en échange de terres de surface équivalente situées à l'ouest du Mississippi, entre les rivières Canadian et Arkansas.
Le Conseil national des Creeks dénonça cet accord, ayant adopté quelques années auparavant une loi interdisant à tout chef ou représentant toute nouvelle vente de terre sous peine de mort. Après la signature de cet accord, William McIntosh, Etomme Tustunnuggee et Samuel Hawkins furent condamnés à mort par le Conseil et exécutés par Menawa et ses partisans le 30 avril 1825.
En raison de sa nature controversée, le traité d'Indian Springs fut annulé et remplacé par le traité de Washington en 1826.